# City Slickers
City Slickers (br: Amigos, Sempre Amigos; pt: A Vida, o Amor... e as Vacas) é um filme de faroeste estadunidense de 1991, uma comédia dramática dirigida por Ron Underwood, e estrelado por Billy Crystal, Daniel Stern, Bruno Kirby e Jack Palance, com papéis secundários por Patricia Wettig, Helen Slater e Noble Willingham. O filme ficou na 73ª posição dos "100 filmes mais engraçados" do canal de televisão americano Bravo, e na 86ª posição da lista AFI's 100 Anos... 100 Risos, do American Film Institute.
O roteiro do filme foi escrito por Lowell Ganz e Babaloo Mandel, e o filme foi filmado em Nova Iorque, Novo México, Durango, Colorado; e em Espanha. O sucesso do filme teve uma sequência, City Slickers II: The Legend of Curly's Gold, que foi lançado em 1994.
A trama do filme, que fala de cowboys inexperientes que têm de combater vilões enquanto conduzem seu rebanho após a morte de seu líder, é semelhante ao filme The Cowboys, de John Wayne. Apesar de que era um drama de faroeste, em oposição a uma comédia.

## Elenco
- Billy Crystal como Mitch Robbins
- Daniel Stern como Phil Berquist
- Bruno Kirby como Ed Furillo
- Patricia Wettig como Barbara Robbins
- Helen Slater como Bonnie Rayburn
- Jack Palance como Curly Washburn
- Noble Willingham como Clay Stone
- Tracey Walter como Cookie
- Jeffrey Tambor como Lou
- Josh Mostel como Barry Shalowitz
- David Paymer como Ira Shalowitz
- Bill Henderson como Dr. Ben Jessup
- Phill Lewis como Dr. Steve Jessup
- Kyle Secor como Jeff
- Dean Hallo como T.R.
- Karla Tamburrelli como Arlene Berquist
- Yeardley Smith como Nancy (a garota do caixa que revela seu caso com Phil)
- Robert Costanzo como Sal Morelli (rude pai na sala de aula show-and-tell de Danny)
- Walker Brandt como Kim Furillo
- Molly McClure como Millie Stone
- Jane Alden como Sra. Green
- Lindsay Crystal como Holly Robbins (filha de Mitch; Lindsay Cristal é filha da vida real de Billy Crystal)
- Jake Gyllenhaal como Danny Robbins  (filho de Mitch, o que foi a estreia no cinema de Jake Gyllenhaal aos 10 anos)
- Danielle Harris como aluna em sala de aula
- Eddie Palmer como aluno em sala de aula
- Howard Honig como Skycap
- Fred Maio como Doutor
- Jayne Meadows como voz da mãe de Mitch
- Alan Charof como voz do pai de Mitch
- Frank Welker como Norman o bezerro (voz)[carece de fontes?]

## Recepção
O filme recebeu críticas positivas, com uma pontuação "Fresh" de 90% no Rotten Tomatoes. Jack Palance, por seu papel como Curly, ganhou o Oscar de Melhor Ator Coadjuvante, a única indicação ao Oscar que o filme recebeu. Seu discurso de aceitação do prêmio é mais lembrado por sua demonstração de flexões com um braço, que ele alegou que os agentes de seguros do estúdio estavam convencidos de que ele era saudável o suficiente para trabalhar no filme. Billy Crystal estava apresentando o Oscar naquela noite, e usou o incidente humorístico para várias piadas mais tarde que à noite. Oscar do próximo ano abriu com Palance aparecendo arrastando um prêmio gigante da Academia, com Crystal (mais uma vez o anfitrião) andando na extremidade oposta.
Palance e Crystal ambos foram nomeados para Globos de Ouro por suas atuações, em categorias distintas, embora apenas Palance ganhou.

## Produção
Em seu livro de memórias 2013, Still Foolin' Em, Billy Crystal escreve sobre como o elenco de City Slickers came about. Palance, diz ele, foi a primeira escolha desde o início, mas tinha um compromisso de fazer outro filme. Cristal escreve que entrou em contato com Charles Bronson sobre o papel, apenas para ser rudemente rejeitado porque o personagem morre. Palance saiu de sua outra obrigação para se juntar ao elenco. Rick Moranis, no entanto, lançou originalmente como Phil, teve que deixar a produção devido a doença de sua esposa. Daniel Stern era uma substituição tardia no papel.
Na noite Palance ganhou o Oscar, de acordo com a Cristal, o ator de 73 anos colocou o Oscar no ombro do comediante e disse: "Billy Crystal... eu pensei que seria você?" Cristal adicionou em seu livro: "Tivemos uma taça de champanhe juntos, e eu só podia imaginar o que Charles Bronson estava pensando quando ele foi dormir naquela noite".

## Prêmios e honrarias
American Film Institute reconhecimento
- AFI's 100 Anos... 100 Risos #86
- AFI's 100 Anos...100 Citações em Filmes:
  - "Mitch Robbins: Oi, Curly, matar alguém hoje Curly: Dia ainda não acabou." - Nomeação[6]

- Melhor Ator Coadjuvante para Jack Palance na 64th edição do Oscar 1992 Venceu
- Melhor Ator Coadjuvante para Jack Palance na 49th edição dos prêmios Globo de Ouro Venceu
- Melhor Ator – Comédia ou Musical para Billy Crystal na 46th edição dos prêmios Globo de Ouro Nomeação
- Melhor Comédia ou Musical na 46th edição dos prêmios Globo de Ouro Nomeação
- Genesis Award para Melhor Longa-Metragem Venceu

## Na cultura popular
- O episódio com Billy Crystal de Muppets Tonight contou com uma paródia intitulada "City Schtickers", com Caco, o Sapo e Urso Fozzie em papéis de Kirby e de Stern.